# Schapfensee
Der Schapfensee ist ein künstliches Gewässer auf dem Gebiet der Gemeinde Halblech im bayerischen Landkreis Ostallgäu. Er ist weitgehend von natürlichen Verlandungszonen umgeben und befindet sich in einer Seenlandschaft im Ostallgäu, zusammen mit Forggensee, Bannwaldsee, dem kleineren Hegratsrieder See und dem Kühmoossee.
Der See wurde 1567 als die Wasserschaffen erstmals schriftlich genannt. Das oberdeutsche Schapfe bzw. Schaff bedeutet „(Schöpf)Gefäß“.